# Gwen Stacy
Gwendolyne Maxine "Gwen" Stacy is een personage uit de Spider-Man strips van Marvel Comics. Ze werd bedacht door Stan Lee en Steve Ditko en verscheen voor het eerst in The Amazing Spider-Man #31 (december 1965).
Gwen is Peter Parkers eerste echte vriendin. Haar dood werd veroorzaakt door de superschurk Green Goblin in The Amazing Spider-Man #121 (juni 1973). Door zijn toedoen viel ze bewusteloos van een brug, waarna Spiderman haar probeerde te redden met zijn web. Door de grote schok brak haar nek. Zowel de beslissing om Gwen Stacy om te laten komen, als de manier waarop waren controversieel onder fans, maar bleken toch een belangrijke gebeurtenis in Spider-Mans geschiedenis en de geschiedenis van Amerikaanse strips in zijn algemeenheid.
Nog steeds bestaat er onenigheid onder fans over wie nu Spider-Mans ware liefde is, Gwen Stacy of Mary Jane Watson.
Gwen Stacy wordt Spider-Gwen in het alternatieve universum van Gwen Stacy. Ze woont in wat Marvel Earth-65 noemt, waar Gwen Stacy wordt gebeten door een radioactieve spin en een superheldin wordt in plaats van dat Peter Parker Spider-Man wordt. Het personage heeft ook te maken met verschillende vijanden, waaronder Earth-65-versies van Matt Murdock en Frank Castle. Gwen Stacy's Spider-Gwen is afgebeeld als het herbergen van veel van Peter's persoonlijkheid en conflicten, samen met het delen van zijn krachten en capaciteiten.

## Geschiedenis (als Gwen Stacy)

### Peter Parkers vriendin
Gwen verscheen voor het eerst in Amazing Spider-Man #31. Peter ontmoette Gwen op de Empire State universiteit. In het begin zorgden Peters problemen als Spider-Man ervoor dat hij haar negeerde. Later ontwikkelde zich toch een relatie tussen de twee. Gwen, die zelf ook scheikunde studeerde, vond de nerdachtige Peter leuker dan de stoere Flash Thompson of Harry Osborn.
Hun relatie werd ingewikkelder toen haar vader George Stacy werd gedood door vallend puin veroorzaakt door een gevecht tussen Spider-Man en The Lizard. Gwen gaf Spider-Man de schuld van haar vaders dood, en vertrok naar Europa om het verlies te verwerken. Toen ze terugkwam bloeide de relatie tussen haar en Peter weer op.

### De dood van Gwen Stacy
In de inmiddels klassieke strip Amazing Spider-Man #121, "The Night Gwen Stacy Died" door schrijver Gerry Conway en tekenaar Gil Kane, werd Gwen Stacy vermoord door de Green Goblin. De Green Goblin, Norman Osborn, kende Spider-Mans ware identiteit en vermoordde Gwen door haar van de George Washington Bridge te gooien. Spider-Man wist haar te vangen via een van zijn webben voor ze het water raakte, maar toen hij haar naar boven tilde bleek ze al dood te zijn. Volgens de Goblin was ze al dood voordat ze het water raakte. Uit woedde vermoordde Spider-Man bijna de Green Goblin, maar hield zich op het laatste moment in. De Goblin stierf later alsnog toen zijn eigen glider hem doorboorde, althans, zo leek het; inmiddels is bekend dat hij dit overleefde.
Er is een theorie dat Gwen stierf doordat ze haar nek brak door de schok waarmee ze tot stilstand kwam door het web dat Spider-Man op haar af had geschoten. Dit is echter zeer controversieel, want dit zou inhouden dat Spider-Man Gwen vermoordde. De natuurkundige James Kalakios bewees in zijn boek The Physics of Superheroes dat volgens de wetten van Newton het inderdaad de plotselinge stop was die Gwen Stacy fataal werd.
De dood van Gwen Stacy had een enorme indruk op de wereld van de stripboeken. Voor haar dood was het ondenkbaar dat een superheld zo zou falen in het redden van iemand. Bovendien was het een ongeschreven wet dat de vriendin van een superheld niet zo plotseling en zo gewelddadig aan haar einde mocht komen. Gwen Stacy’s dood wordt dan ook gezien als het einde van de Silver Age, en het begin van een nieuw, duisterder tijdperk van de strips.

### Na Gwens dood
Gwen Stacy’s dood was niet alleen een schok voor Peter maar ook voor Mary Jane Watson, die ondanks hun rivaliteit over Peters liefde wel een goede vriendin van Gwen was. Door de gebeurtenis werd Mary Jane qua persoonlijkheid sterker en kwamen zij en Peter dichter bij elkaar. Green Goblins reputatie als Spider-Mans grootste vijand werd flink versterkt door de moord die hij pleegde op Gwen Stacy. Daarvoor was Dr. Octopus een grote kansmaker op die titel.

### Klonen
Ongeveer twee jaar na haar dood (volgens de stripboek tijdlijn) verscheen Gwen Stacy opeens in blakende gezondheid, maar zonder herinneringen aan de periode tussen haar dood en nu. Ze bleek later een kloon te zijn gemaakt door de Jackal, die ook verantwoordelijk was voor het maken van de Spider-Man klonen Kaine en Ben Reilly. Deze kloon verscheen nog een aantal maal in de Spider-Man strips, maar verdween toen weer uit Peter Parkers leven. Er wordt aangenomen dat ze nog wel in leven is.
Een tweede Gwen kloon werd gemaakt en geïntroduceerd in Amazing Spider-Man (Vol. 1) #399. Deze kloon stierf echter al in de volgende strip.

### Sins Past
In de controversiële verhaallijn "Sins Past", die plaatsvond in Amazing Spider-Man #509-514 (augustus 2004-januari 2005), werd onthuld dat Gwen, samen met Norman Osborn twee kinderen had verwekt, die werden geboren toen ze in Frankrijk was. Omdat Norman Gwen als bedreiging voor zijn mogelijke opvolgers zag vermoordde hij haar, en voedde de kinderen genaamd Sarah en Gabriel zelf op. Doordat Norman zijn lichaam had versterkt met het Goblin serum werden de kinderen veel sneller ouder en waren binnen enkele jaren volwassen. Daarna maakte Norman hen wijs dat Peter hun vader was, en verantwoordelijk voor hun moeders dood. Peter wist Sarah te overtuigen van de waarheid, maar Gabriel weigerde dit te geloven. Gabriel werd zelf tijdelijk de Grey Goblin, maar Sarah blies zijn Glider op. Gabriel overleefde dit, maar verloor zijn geheugen.
Schrijver J. Michael Straczynski verklaarde dat hij eigenlijk Peter Parker de vader van Gwens kinderen wilde laten zijn, maar de uitgevers vonden dit geen goed idee aangezien het hebben van twee volwassen kinderen Peter te oud zou doen lijken. Het idee om Norman Osborn de vader te laten zijn werd door een heel team van schrijvers en tekenaars bedacht en besproken.

### House of M
In de House of M verhaallijn creëerde Scarlet Witch een alternatieve realiteit waarin ze zo veel mogelijk mensen probeerde te geven wat ze het liefst wilden. In deze realiteit leefde Gwen Stacy nog en was getrouwd met Peter. Ze hadden samen ook een zoon. Toen de wereld later terug veranderde naar wat hij moest zijn stierf Gwen weer.

## Geschiedenis (als Spider-Gwen)
In een alternatieve realiteit, aangeduid als Earth-65, wordt Gwen Stacy van Midtown High School gebeten door de radioactieve spin en wordt een superheld die de naam Spider-Gwen draagt. Als Gwen Stacy wordt ze afgebeeld als een drummer naast haar vrienden, Mary Jane Watson, Betty Brant en Glory Grant, simpelweg de Mary Janes genoemd. Kort nadat ze misdaad begint te bestrijden, probeert een van haar klasgenoten, Peter Parker, wraak te nemen op degenen die hem in Midtown High School gepest hebben, waardoor hij de versie van de Lizard van de Earth-65 is geworden. Gwen onderwerpt hem, maar Peter sterft aan het einde van het gevecht vanwege de chemische stof die hij gebruikte. Spider-Woman krijgt de schuld van zijn dood en veroorzaakt een verontwaardiging over haar arrestatie, geleid door J. Jonah Jameson. Haar vader, George Stacy, een politiechef van de NYPD, begint een jacht op haar samen met kapitein Frank Castle en rechercheur Jean DeWolff. Terwijl de Mary Janes proberen te spelen in een concert, werd er een huurmoordenaar gestuurd naar de vader van Gwen Stacy, die in het gehoor is. Als Spider-Gwen verslaat ze met succes de huurmoordenaar. Tijdens het gevecht houdt Captain Stacy Spider-Gwen op schot, waarbij Gwen Stacy haar masker afdoet om te laten zien wie zij is aan haar vader. Geschokt door het leren van de identiteit van Spider-Gwen, vertelt hij haar te rennen voordat hij van gedachten verandert.
In de stripserie Spider-Gwen vecht ze verschillende alternatieve versies van Spider-Man-schurken, zoals Vulture, Kraven the Hunter en Harry Osborn als de Green Goblin. Meest herhaald, behandelt zij Matt Murdock als de spil van misdaad die Spider-Gwen probeert te corrumperen in de levensstijl van misdaad, samen met Frank Castle die op jacht was naar haar als waakhond. Ondanks haar vijanden, behandelt ze ook heroïsche bondgenoten op Earth-65, zoals Captain America (Samantha Wilson), Reed Richards en Peggy Carter, de leiders van SHIELD.
Gwen Stacy verschijnt naast Earth-616's Jessica Drew en Silk in een cross-stripboek verhaallijn getiteld Spider-Womans. Het plot bestaat uit haar twee metgezellen die vastzitten in haar wereld nadat ze met Super-Adaptoid hadden gevochten toen haar dimensionale polshorloge - dat ze in de verhaallijn "Spider-Verse" kreeg - werd gestolen. Ze ontdekken uiteindelijk dat de Earth-65 versie van Cindy Moon, leider van S.I.L.K., het brein was achter het stelen van het polshorloge. Earth-65's Cindy Moon onthulde aan Silk en Gwen Stacy dat ze de technologie had gestolen om de wereld over te nemen. Earth-65's Cindy onthulde ook dat een van haar spinnen achter de beet zat die Gwen Stacy haar krachten gaf. Ze ging verder met het wegnemen van diens kracht met het gebruik van haar technologie. Gwen, Jessica en Cindy werken later samen in het verslaan van Cindy van de Aarde-65. De nasleep van de verhaallijn gaat over de effecten van Gwen's verlies aan macht en haar behoefte aan isotopen om haar kracht terug te winnen.
Spider-Gwen wordt afgebeeld als een terugkerende protagonist in de verhaallijn van "Spider-Verse ". Ze is een van de velen die door Spider-Man UK wordt gerekruteerd om samen te werken met andere Spider-mensen over het multiversum, die worden aangevallen door Morlun en de Inheritors. Binnen de verhaallijn aarzelt Peter Parker om Gwen in actie te brengen en haar wordt door de anderen verteld hoe Peter haar reguliere tegenhanger in de wereld Earth-616 niet kon redden. Hij rekruteert haar wel voor een missie en ze zijn het erover eens dat ze op elkaar moeten letten. Gwen Stacy wordt ook afgebeeld als het aanwerven van een alternatieve versie van Peter Parker, die krankzinnig wordt gedreven als de Hobgoblin nadat hij haar niet had gered in zijn dimensie, gedood door Green Goblin. Het personage offert uiteindelijk zijn leven op voor Spider-Gwen. De verhaallijn van "Spider-Verse" eindigt dan in de wereld van Battleworld na de gebeurtenissen van Spider-Gwen (deel 1) in de verhaallijn van Secret Wars, en haar samenwerking met Anya Corazon, Spider-Man van India, Spider-Man UK, Spider-Ham en Spider-Man Noir door burgemeester Norman Osborn en Sinister Six te verslaan. 
Buiten haar wereld op Earth-65 wordt Gwen Stacy ook afgeschilderd als een kernlid van de groep Web Warriors bij het helpen beschermen van het multiversum tegen verschillende rampen. Ze had een korte romance met Miles Morales zoals afgebeeld in de cross-over verhaallijn Sitting in a Tree. Tijdens The Dead No More: The Clone Conspiracy- verhaallijn poseert ze als de Earth-616 Gwen Stacy om meer te weten te komen over de locatie en om Peter te helpen bij het ontsnappen aan de New U, terwijl zij en Kaine Parker ontdekten dat Peter samenwerkt met Jackal en het gebruik van zijn technologie heeft geresulteerd in wereldwijde rampen op andere aardes in de vorm van het Carrion-virus. Na door de kloon van George Stacy als een andere Gwen Stacy te zijn herkend, helpen zij en Kaine Spider-Man bij het ontsnappen uit New U Technologies en informeren ze hem over hun missie.

## Ultimate Gwen Stacy
In de Ultimate Marvel continuïteit verscheen Gwen Stacy voor het eerst in Ultimate Spider-Man #14. Ze is een tiener op Peters middelbare school. In tegenstelling tot haar tegenhanger uit de standaard Marvel strips was deze Gwen Stacy een luidruchtige rebelse tiener. Ze werd vrienden met Peter, en daarmee Mary Janes rivale. Toen Gwens vader omkwam en haar vervreemde moeder haar niet in huis wilde, nam Tante May Gwen in huis. Omdat haar vader werd vermoord door een inbreker in een Spider-Man kostuum ontwikkelde Gwen een enorme haat tegen Spider-Man, wat haar relatie met Peter er niet makkelijke op maakte. Gwen ontdekte Peters geheim, maar hij kon haar overtuigen dat hij haar vader niet had gedood.
Gwen Stacy stierf in Ultimate Spider-Man #62. Ze werd gedood door Carnage. Ze zal echter terugkeren tijdens de “clone-saga”, waarschijnlijk als kloon.

## In andere media

### Televisie
Gwen werd eerst expres weggelaten uit de animatieserie Spider-Man: The Animated Series aangezien de makers vonden dat ze niet echt iets toe te voegen had terwijl ze leefde, en ze haar niet om konden laten komen vanwege de censuur op de serie. In het laatste seizoen verscheen ze echter alsnog. In dit seizoen bezocht Peter een parallel universum waar hij een rijke industrielist en gepantserde held is (zoals Iron Man). In deze wereld is niet Mary Jane, maar Gwen Stacy zijn vriendin. Voor Peter is het dan ook een vreemde ervaring dat zijn alternatieve ik verloofd is met een vrouw die hij niet eens kent. Ze wordt gevangen door Spider-Carnage, maar Spider-Man weet haar later te bevrijden. Haar stem werd gedaan door Mary Kay Bergman.
In de serie The Spectacular Spider-Man heeft Gwen Stacy wel een hoofdrol. Hierin is net als in de oude Spider-Man strips Peters vriendin op de middelbare school.

### Film
- In de film Spider-Man komt een scène voor die sterk lijkt op de scène uit de strip waarin Gwen Stacy stierf. Alleen is het in dit geval Mary Jane die door de Goblin van de brug wordt gegooid, en overleeft zij de aanslag.

- In de boekversie van Spider-Man 2 door Peter David, heeft Gwen Stacy een gastrol op pagina 106.

- Gwen Stacy is gespeeld door Bryce Dallas Howard in Spider-Man 3. Het staat al vast dat ze een nieuwe vriendin voor Peter zal zijn, en daarmee een rivaal voor Mary Jane.

- In de film The Amazing Spider-Man wordt Gwen Stacy vertolkt door Emma Stone. Ze ontdekt al vrij vroeg Peter's geheim en wordt zijn vertrouweling. Na de dood van haar vader verbreekt Spider-Man zijn relatie met haar. In de tweede film, The Amazing Spider-Man 2, keert ze weer terug. Hierin kreeg zij een beurs om medicijnen te studeren aan Somerville College (Universiteit van Oxford) en helpt ze Spider-Man om Electro te verslaan, maar komt om wanneer Harry Osborn haar ontvoert naar een klokkentoren, alwaar ze een fatale val maakt.

- Gwen Stacy verschijnt in de animatiefilm Spider-Man: Into the Spider-Verse als haar alter-ego Spider-Gwen. Haar originele stem werd ingesproken door Hailee Steinfeld, de Nederlandse stem door Holly Mae Brood. Ze komt wederom weer voor in de vervolgfilm, Spider-Man: Across the Spider-Verse, waarin ze ook weer een hoofdpersoon is. Ze werd hiervoor weer ingesproken door Steinfeld en Brood in de Nederlandse versie.